# Schlaghose

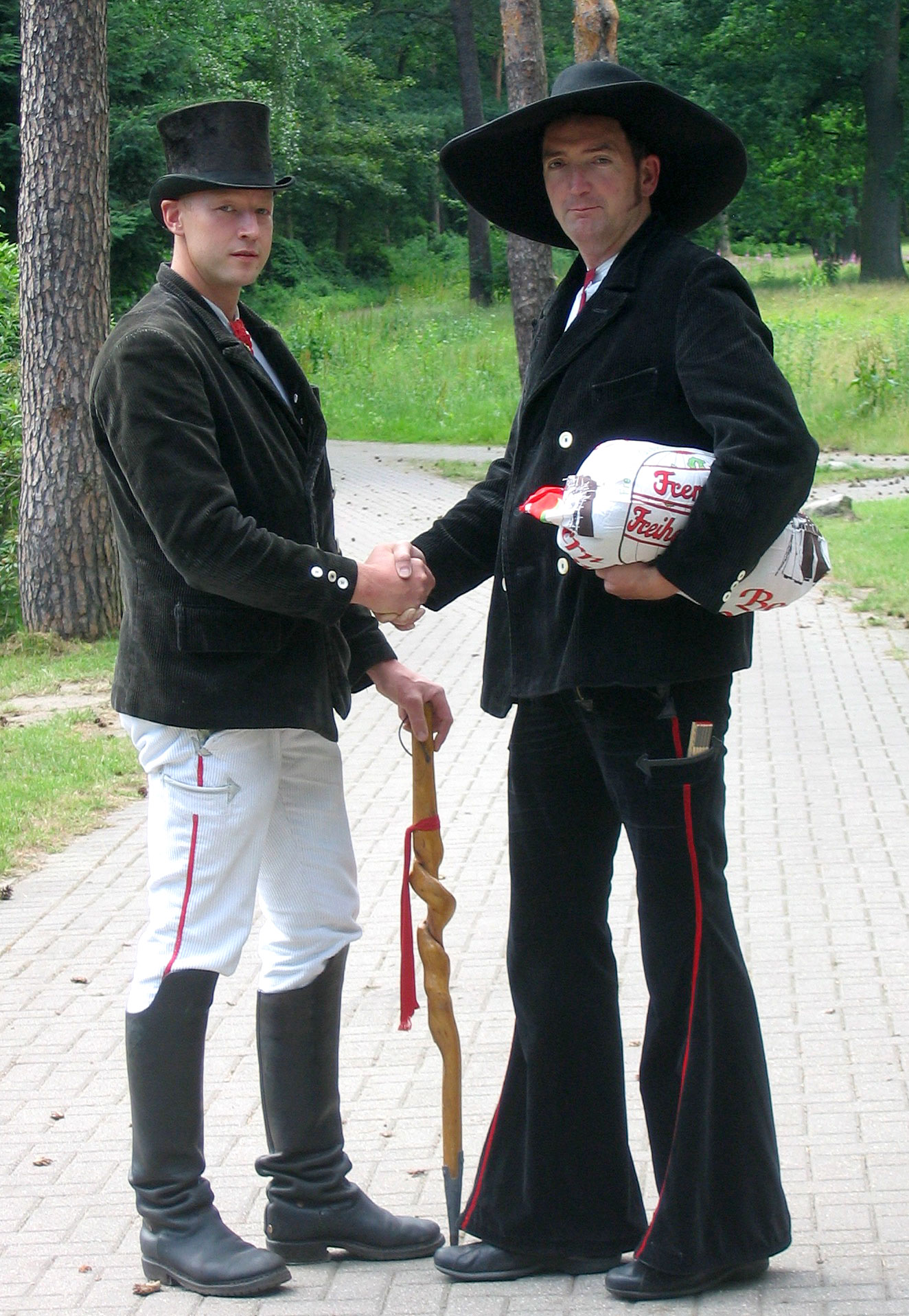
Zimmerer in Zunftkleidung mit Schlaghose (rechts)

Schlaghosen sind Hosen, die ab dem Knie im Verlauf nach unten weiter werden. Sie haben ihren Namen vermutlich daher, dass beim Gehen die Hosenbeine aneinander schlagen. Heute bezeichnet der Schlag den trichterförmigen Verlauf. Betrachtet man eine Schlaghose von vorne oder der Seite, so erinnert sie an die Form einer Trompete oder Glocke, von der sich auch die Bezeichnung Glockenhose (englisch bell-bottoms) ableitet.

## Berufskleidung

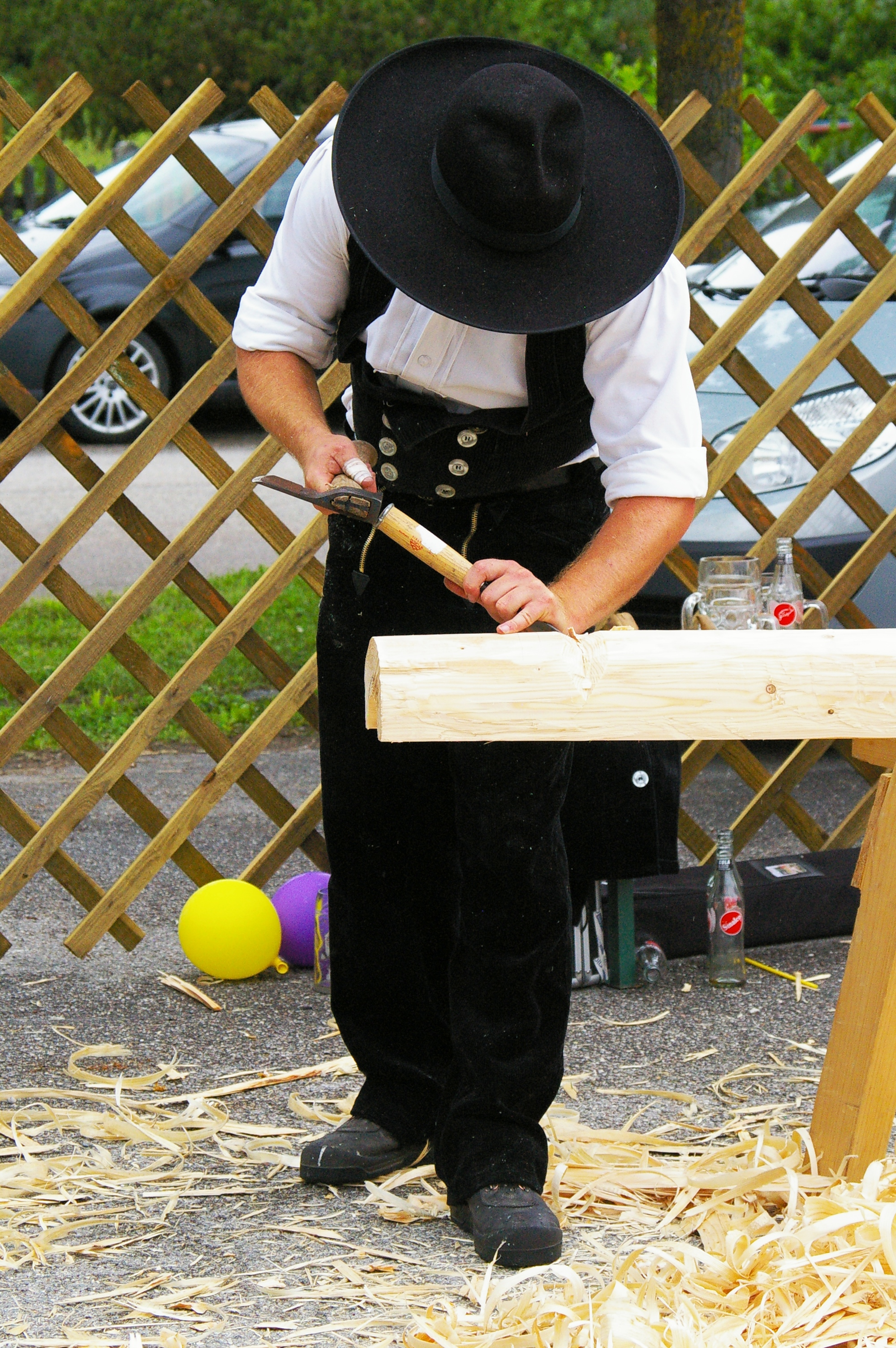
Zimmerer beim Stemmen

Schlaghosen sind auch die Hosen, die Zimmerleute als Berufskleidung tragen. Dabei soll der Schlag verhindern, dass Schmutz (Säge- oder Hobelspäne) in die Schuhe gelangt. Eine Ursprungsvariante ist die Veddelhose. Die Kluft der Wanderburschen (Zimmerer) ist aus einem schwarzen Manchester-Stoff, starken reißfesten Stoffen, oder Rauleder. Die Glockenhosen der Zimmerleute haben in der Regel an den engsten Beinstellen 48 cm Umfang und mindestens einen Schlag von 65 cm am Ende des Hosenbeins oder aber auch mehr.
Traditionell hatten/haben die langen Hosen von Matrosen auch einen Schlag. Die Hosen wurden früher aus Hanf-, Wolle- sowie später und heute aus Segeltuch-, starken Baumwolle- oder Leinen-Stoffen – ähnlich wie Jeansstoff – gefertigt und haben dadurch eine starke Wasser- und Schmutz-Resistenz-Eigenschaft. Der Schlag soll dafür sorgen, dass die Träger nicht so leicht seekrank werden, weil sie durch die Breite am Ende der Hosenbeine das Schwanken des Schiffes nicht so sehr bemerken. Der Schlag der Hose bewirkt weiters, wenn sie auf den Laufseilen klettern, auf  den Rahen, den Spieren, der Takelage stehen oder die Rahsegeln setzen oder bergen, dass der Blick nach unten verdeckt wird, um Höhenangst vorzubeugen. Als Teil ihres Überlebenstrainings (Mann-über-Bord-Manövern), wird den Seeleuten beigebracht, wenn sie ins Wasser fallen, die Hose beim Schwimmen auszuziehen. Durch den Schlag können die Hosen leichter ausgezogen werden, ohne die Schuhe ausziehen zu müssen. Die Beinenden werden zu einem Knoten gebunden, um eine von mehreren Methoden anzuwenden, die Hose mit Luft aufzublasen. Die aufgeblasene Hose kann zusätzlichen Auftrieb während des Wartens auf die Rettung aus Seenot bieten.

## Modetrend

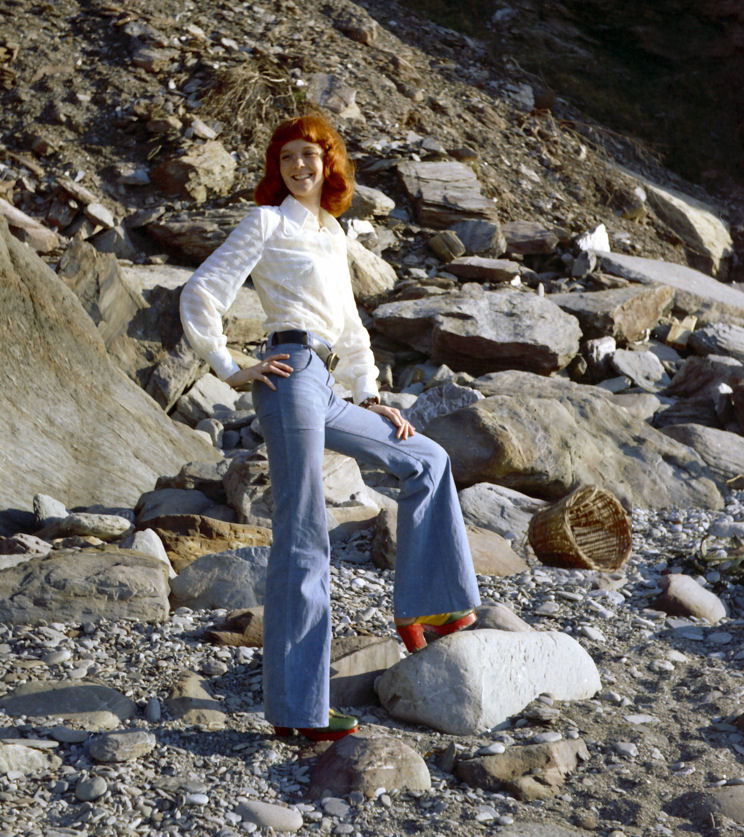
Schlaghose

In der Modeszene hatten die Schlaghosen ihre Hochzeit in den 1960er und 1970er Jahren und gelten als Modesymbol der Hippiebewegung; damals waren sie im Unterschenkelbereich oft zusätzlich mit einer sogenannten „Kellerfalte“ ausgestattet, die teilweise durch ein Silberkettchen zusammengehalten wurde. Insbesondere Schlaghosen aus Jeansstoff (engl. Flared Jeans) waren und sind sehr beliebt. Die trompetenartige Erweiterung begann erst unterhalb der Knie. Mitte der 1980er Jahre waren sie vollkommen aus dem Straßenbild verschwunden.
Eine Renaissance erlebten sie in den 1990er Jahren und waren gerade unter Jugendlichen sehr beliebt. Besonders in der Technoszene entwickelten sich neben Wiederbelebungen von Hippieversionen eine Form, die gerade auf kommerziellen Raves zum Standard wurden: Hosen aus Nylonmaterial, oft glänzend, mit einem Schlag, der sich vom Gesäß abwärts kontinuierlich erweitert.
Mit dem Comeback der 70er- und 80er-Jahre-Mode ab Mitte 2015 wurde auch die Schlaghose – zusammen mit Afro, schrillen Farben und Dauerwelle – wieder modern.